# Orp-Jauche

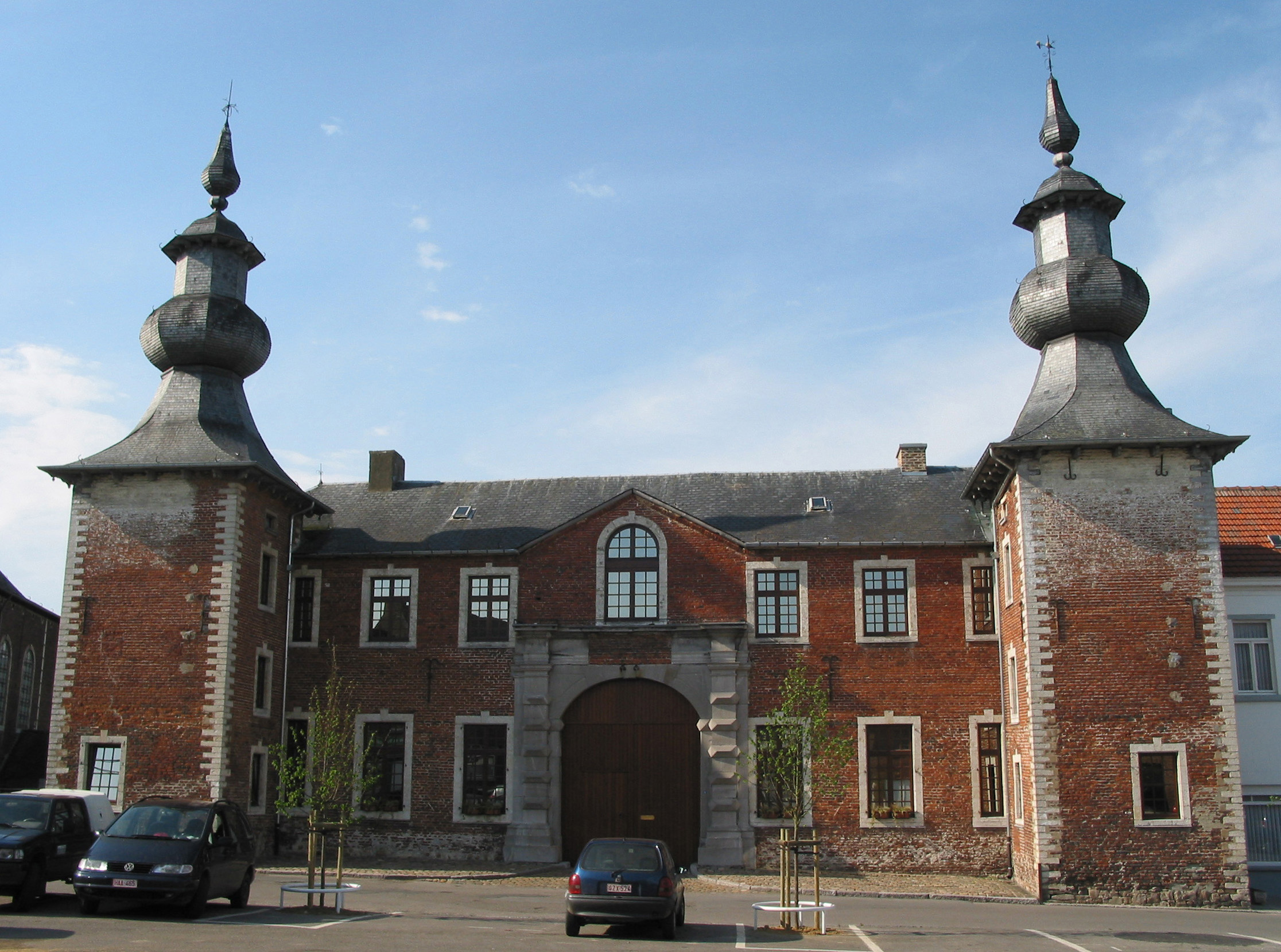
Orp-Jauche JPG01.jpg

Orp-Jauche (valonă Oû-Djåce) este o comună francofonă din regiunea Valonia din Belgia. Comuna este formată din localitățile Énines, Folx-les-Caves, Jandrain-Jandrenouille, Jauche, Marilles, Noduwez și Orp-le-Grand. Suprafața totală este de 50,50 km². La 1 ianuarie 2008 comuna avea o populație totală de 8.054 locuitori. 